# 9077 Ildo
9077 Ildo este un asteroid din centura principală de asteroizi.

## Descriere
9077 Ildo este un asteroid din centura principală de asteroizi. A fost descoperit pe 3 iulie 1994 la observatorul astronomic din Farra d'Isonzo. Asteroidul prezintă o orbită caracterizată de o semiaxă mare de 2,69 ua, o excentricitate de 0,18 și o înclinație de 12,0° în raport cu ecliptica.